# Palácio Monroe
O Palácio Monroe foi uma edificação eclética localizada na Cinelândia, no centro da cidade brasileira do Rio de Janeiro, no estado homônimo. Abrigou o Senado Federal entre 1925 e 1960, embora fosse considerado pequeno para a função. Entre 1914 e 1922, o Palácio Monroe também abrigou a Câmara dos Deputados como sede temporária, enquanto o Palácio Tiradentes foi construído.
Com 1 700 metros quadrados de área construída, tinha elementos de sua composição arquitetônica que se inscrevem na linguagem geral do ecletismo, num estilo híbrido, caracterizado por uma combinação liberal de diversas origens que marcou uma época de transição na arquitetura brasileira.

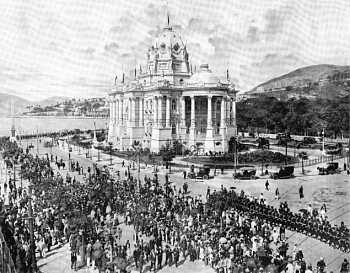
Palácio Monroe em 1910, na procissão fúnebre de Joaquim Nabuco.

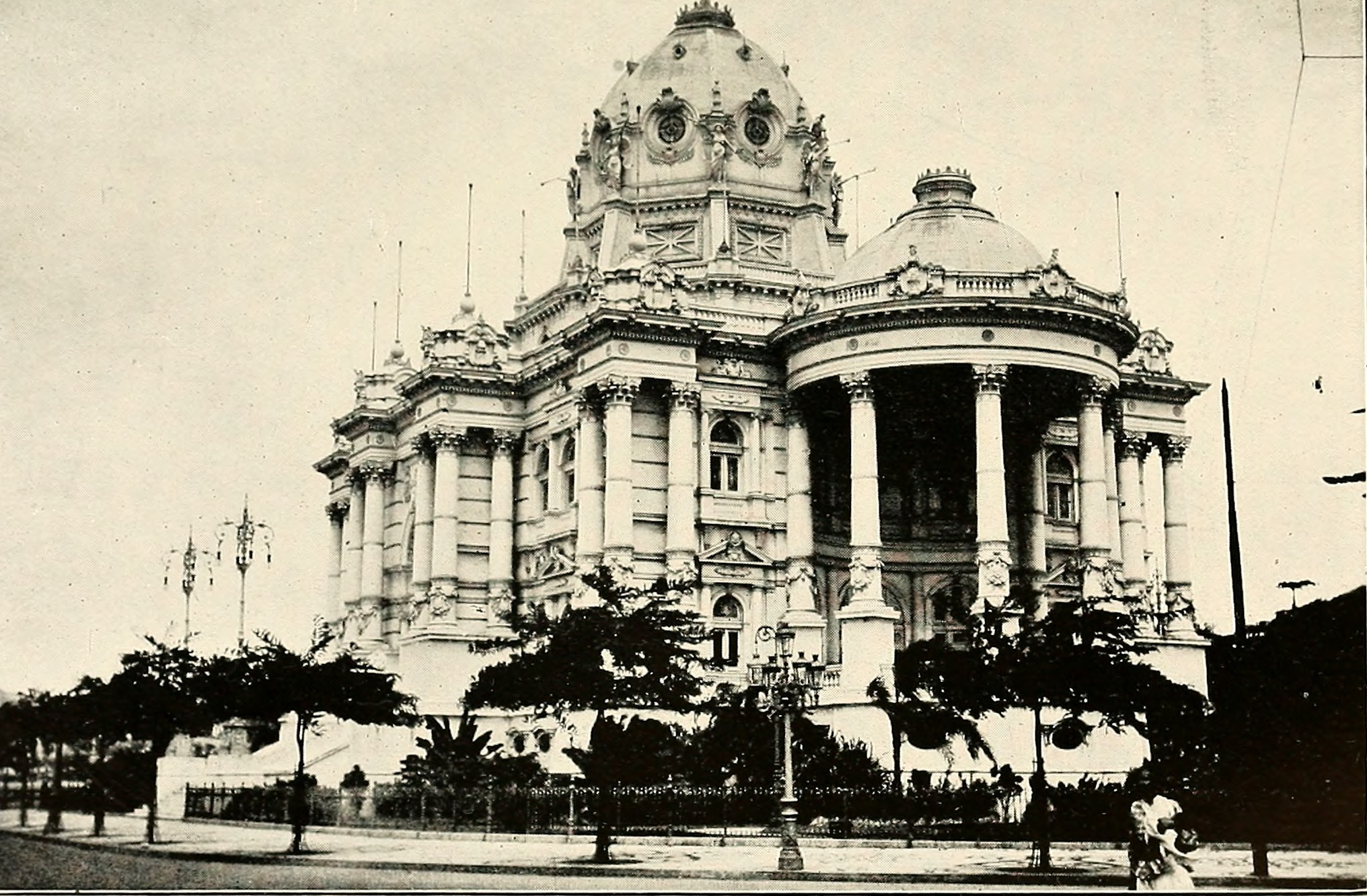
Palácio Monroe em 1912.

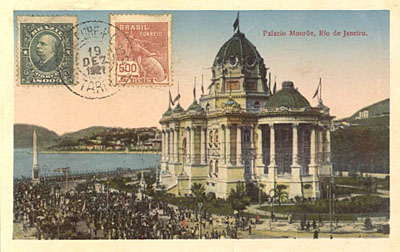
O palácio em um cartão-postal.

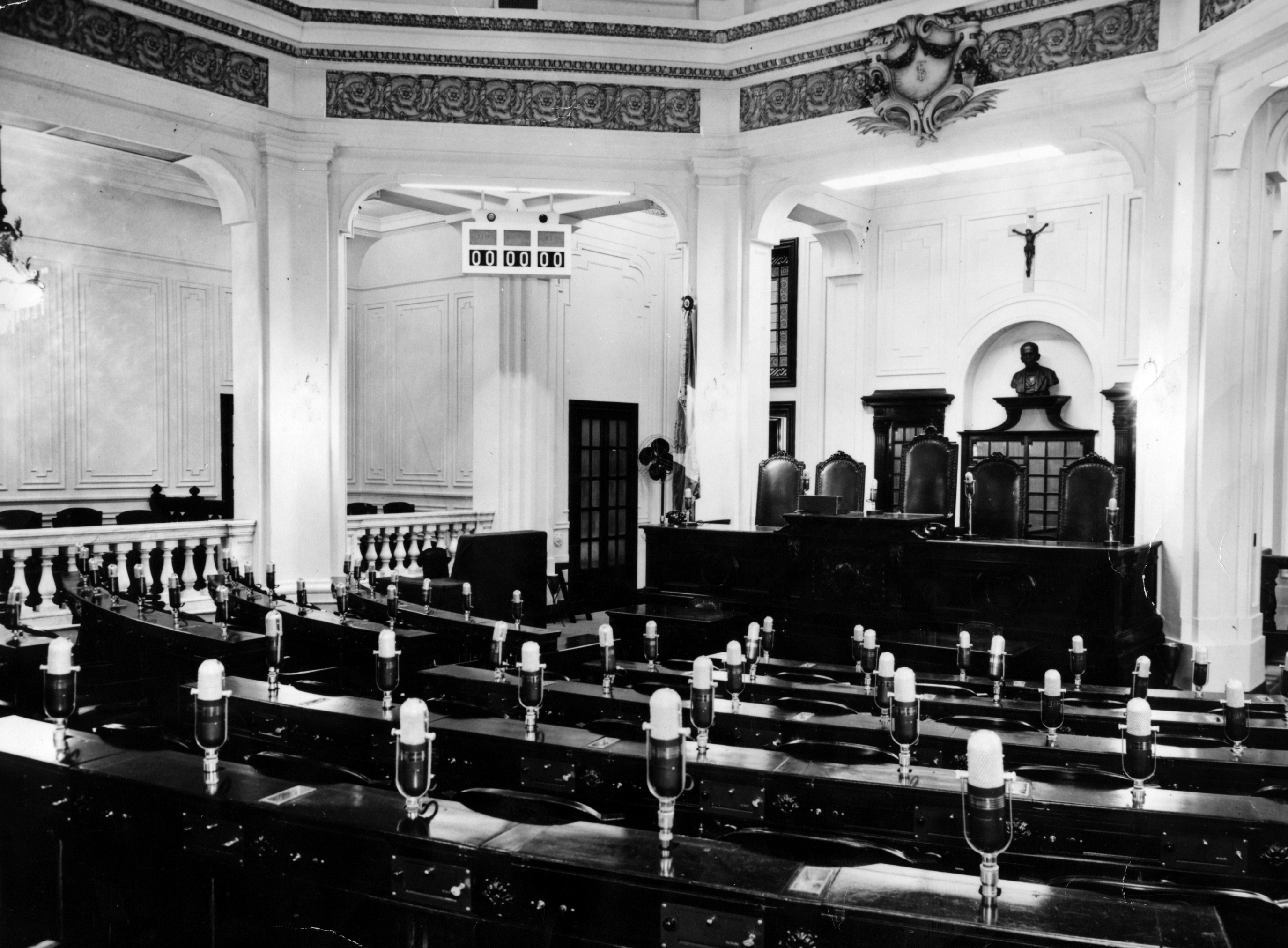
Fotografia do interior do palácio, mostrando o plenário do Senado.

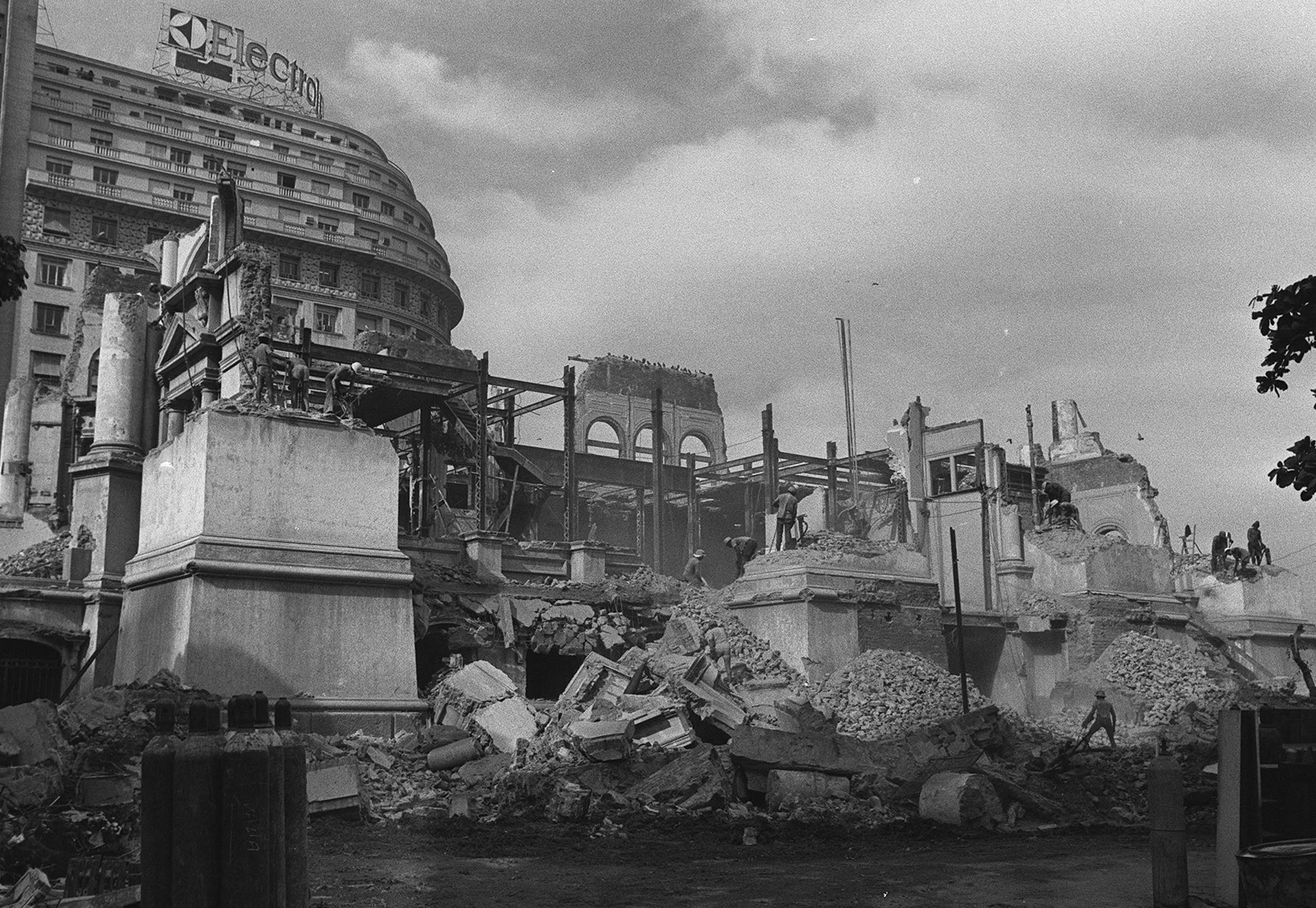
Demolição do Palácio Monroe.

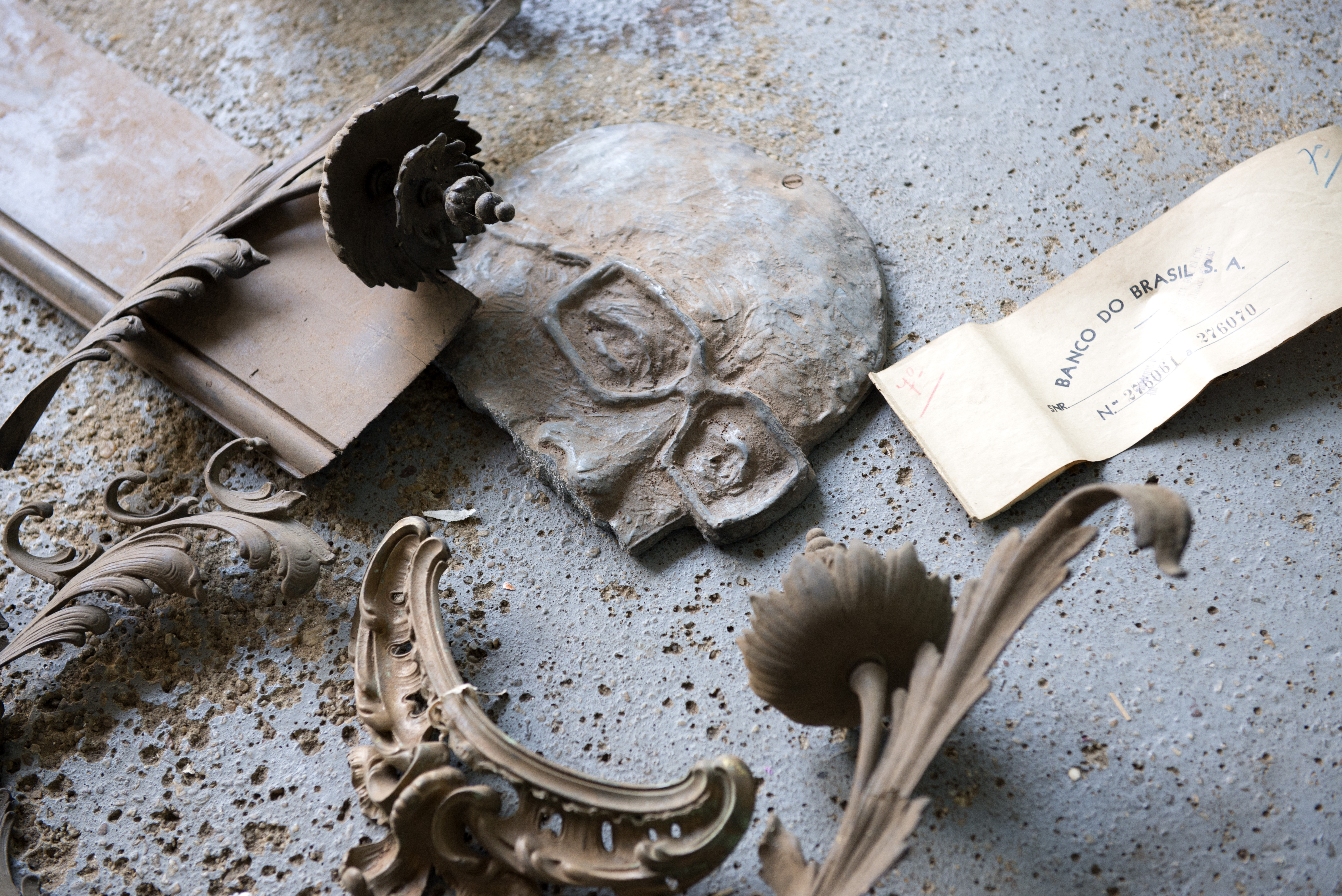
Alguns dos objetos oriundos do Palácio Monroe, encontrados em 2015.

Planta do 1° pavimento do Palácio Monroe, 1924. Arquivo Nacional.

## História

### Projeto e construção
Foi projetado para ser o Pavilhão do Brasil na Exposição Universal de 1904, ocorrida em Saint-Louis, nos Estados Unidos da América. Conforme especificado pela Cláusula 1.ª do Aviso n.º 148 de 3 de julho de 1903:
"Na construção do Pavilhão se terá em vista aproveitar toda a estrutura, de modo a poder-se reconstruí-lo nesta capital."
Desse modo, o arquiteto e engenheiro militar, Coronel Francisco Marcelino de Sousa Aguiar, concebeu uma estrutura metálica capaz de ser totalmente desmontada, erguendo-a, como previsto, em Saint-Louis. A imprensa norte-americana não poupou elogios à estrutura, destacando-a pela sua beleza, harmonia de linhas e qualidade do espaço. O pavilhão conquistou o principal prêmio arquitetônico da exposição.
Apesar da ideia original prever o completo desmonte, transporte e reconstrução do pavilhão no Rio de Janeiro, isto não aconteceu de fato devido a atrasos do governo brasileiro na execução do projeto. Ainda que baseado no projeto arquitetônico original, o pavilhão montado em Saint-Louis era feito de madeira e cal sobre uma estrutura de ferro, e apenas a cúpula e a estrutura que sustentava o pavilhão foram trazidas para o Brasil.

### Reinauguração
Desmontado ao final do evento, o pavilhão foi reconstruído e reinaugurado na cidade do Rio de Janeiro em 1906, para sediar a Terceira Conferência Pan-Americana. Sua fachada eclética fazia parte de um conjunto arquitetônico na Cinelândia, com os edifícios da Biblioteca Nacional, do Theatro Municipal e do Museu Nacional de Belas Artes. O Barão do Rio Branco, por sugestão de Joaquim Nabuco, propôs que, ao Palácio de Saint-Louis, como era conhecido, fosse dado o nome de Palácio Monroe, em homenagem ao ex-presidente norte-americano James Monroe, criador do pan-americanismo. Entre 1914 e 1922, o Palácio Monroe foi sede provisória da Câmara dos Deputados, enquanto o Palácio Tiradentes era construído. Com a inauguração deste, durante as comemorações do primeiro centenário da independência, o Senado Federal passou a utilizar o Monroe como sua sede. O palácio também sediou a Comissão Executiva da Exposição do Centenário da Independência do Brasil, a partir de junho de 1922. A imagem do local ilustrou cédulas de duzentos réis emitidas em 1919.
O Senado Federal esteve fechado durante o Estado Novo (1937-1945). Ao término do regime militar, serviu como sede provisória do Tribunal Superior Eleitoral, entre 1945 e 1946. Em meados da década de 1950, o Palácio sofreu uma obra de ampliação que lhe acrescentou um pavimento e ocupou o espaço das duas rotundas laterais, que eram vazias e serviam apenas como varandas decorativas. Com a mudança do Distrito Federal para Brasília, em 1960, o Monroe passou a exercer a função de escritório de representação do Senado no Rio de Janeiro.
Na época da ditadura militar brasileira, foi transformado em sede do Estado-Maior das Forças Armadas. Em 1974, durante as obras de construção do Metrô do Rio de Janeiro, o traçado dos túneis foi desviado para não afetar as fundações do palácio. Nessa época, o governo estadual decretou o seu tombamento. Uma campanha mobilizada pelo jornal O Globo, com o apoio de arquitetos modernistas como Lúcio Costa, pediu a demolição do Palácio Monroe, sob alegações estéticas e de que o prédio atrapalhava o trânsito. O então presidente Ernesto Geisel, que também não era favorável ao edifício, sob a alegação de que prejudicava a visão do Monumento aos Mortos da Segunda Guerra Mundial, não concedeu o decreto federal de tombamento e, em março de 1976, o monumento foi demolido. No terreno assim desocupado, foi construída uma praça (Praça Mahatma Gandhi) com um chafariz monumental, originalmente instalado na Praça XV.

### Protestos
Houve aqueles que lutaram pela permanência do palácio. Na edição de 28/01/1976 do Jornal do Brasil (Primeiro caderno, página 7) era noticiada a tentativa de impedimento da demolição por meio de ação popular. Neste período, final de janeiro de 1976, o palácio já se encontrava sem janelas e cúpula. Segundo Durval Lobo, chefe da Divisão Técnica Especializada de Urbanismo do Clube de Engenharia, um mandado de segurança seria a única forma de salvar o prédio. Durante sua demolição, chegou a cogitar-se transformar o palácio em sede e museu do Instituto dos Advogados Brasileiros, por meio do deputado Jorge Arbage (ARENA/PA), como noticiado pelo Jornal do Brasil em 9/3/1976, pág.8.
No Diário de Notícias de 10/01/1976 (p.2), Louis de Souza Aguiar, filho do construtor do palácio, reafirmou, em protesto, sua decisão de doar ao governo norte-americano a medalha conquistada pelo seu pai no concurso mundial de arquitetura.

### Demolição
A demolição foi realizada pela Aghil Comércio e Indústria e foi orçada em 191 108,00 cruzeiros em um trabalho a ser realizado pelo período de quatro meses. Os quatro leões de mármore de Carrara que adornavam o palácio foram vendidos para o diretor de uma financeira com a intenção de instalar os objetos em uma casa de fazenda localizada em Minas Gerais. Quem estaria interessado nas obras era Juscelino Kubitschek. A firma contratada para a demolição afirmava que pretendia faturar o máximo com a venda de objetos de arte e material aproveitável do palácio, de forma a recuperar os duzentos mil cruzeiros investidos. Os Anjos de Bronze que adornavam a cúpula estavam orçados em quinze mil cruzeiros cada, fora os vitros de valor histórico ainda não orçados. Apurou-se no início de 1976 que apenas com a venda de três mil toneladas de ferro era possível arrecadar nove milhões de cruzeiros. Dois dos leões de mármore estão no Instituto Ricardo Brennand, na cidade de Recife, Pernambuco; e os outros dois encontram-se na Fazenda São Geraldo, em Uberaba, Minas Gerais.

### Objetos encontrados em 2015
Em 2015, foram encontrados vários objetos perdidos, que estavam no depósito do museu do Senado Federal. O material estava em 16 caixas que vieram do Palácio Monroe e nunca foram abertas. As peças passaram por higienização, identificação, fichamento e restauração. Entre as peças, encontram-se lustres de 1,8 m de altura, adornados com rosáceas douradas e bulbos de cristais, que agora fazem parte do Patrimônio do Senado Federal.